# Cadbury Heath F.C.
Cadbury Heath FC là một câu lạc bộ bóng đá có trụ sở tại Cadbury Heath, South Gloucestershire, Anh. Trực thuộc Hiệp hội bóng đá hạt Gloucestershire, đội bóng hiện thi đấu tại Western League Division One và có sân nhà ở Springfield.

## Danh hiệu
- Western League
  - Nhà vô địch Division One mùa giải 2011–12
- Gloucestershire County League
  - Nhà vô địch các mùa giải 1970–71, 1971–72, 1972–73, 1973–74, 1993–94, 1997–98, 1998–99
- Bristol Premier Combination
  - Nhà vô địch Division Two mùa giải 1961–62
- Bristol & District League
  - Nhà vô địch Division One mùa giải 1960–61
- Gloucestershire FA Challenge Trophy
  - Nhà vô địch mùa giải 2016–17
- Gloucestershire FA Amateur Cup
  - Nhà vô địch mùa giải 1972–73, 1973–74, 1974–75
- Gloucestershire FA Junior Cup
  - Nhà vô địch mùa giải 1949–50

## Thống kê
- Thành tích tốt nhất tại FA Cup: Vobgf sơ loại thứ ba mùa giải 2016–17[1]
- Thành tích tốt nhất tại FA Vase performance: Tứ kết mùa giải 1975–76[1]
- Cầu thủ ghi nhiều bàn nhất: Matt Huxley, 272 bàn[2]